# Montura Canon R

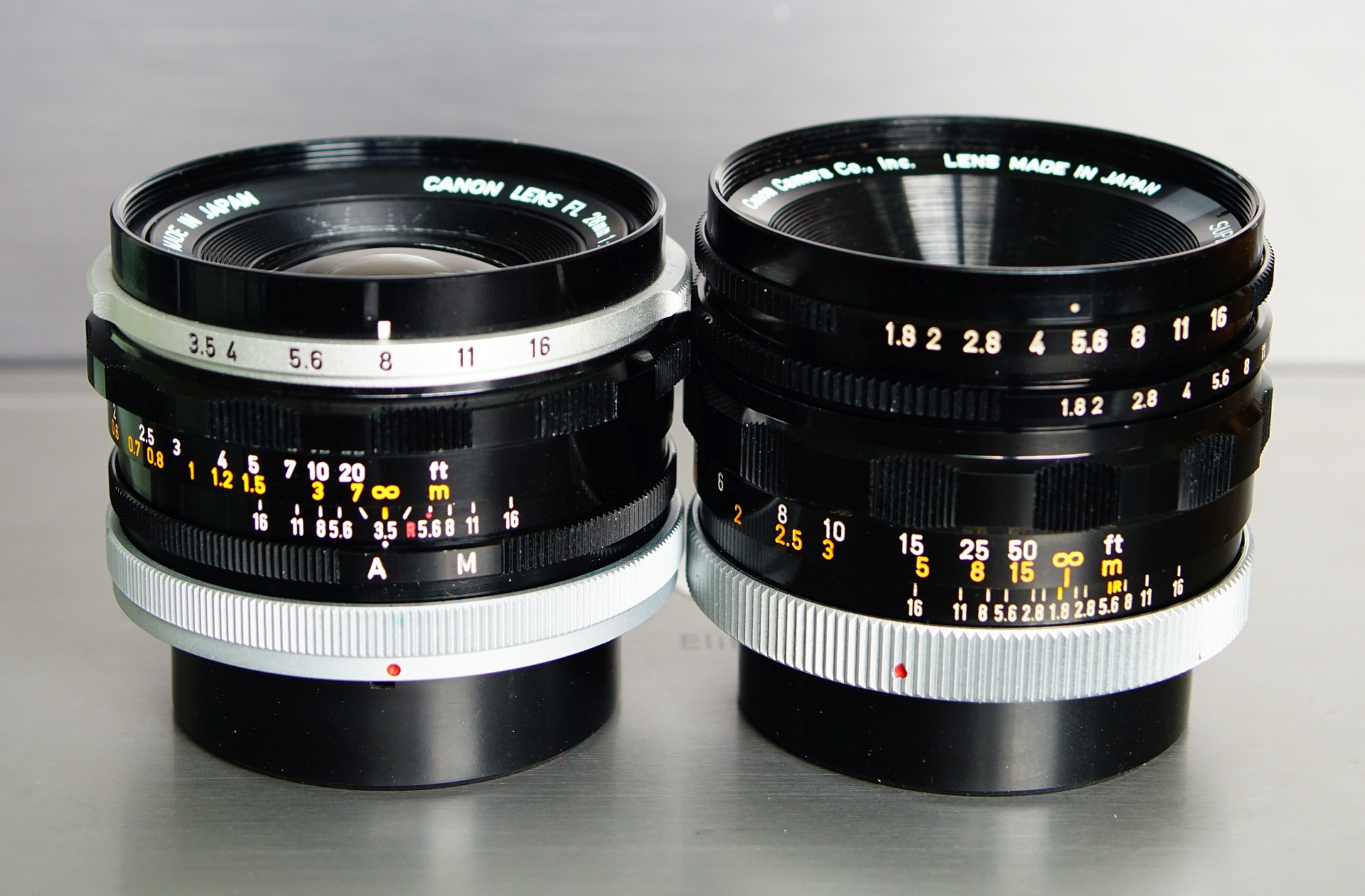
Comparación frontal del objetivo Canon FL de 28 mm con el antiguo objetivo R de 50 mm denominado objetivo Super-Canomatic, la primera y la segunda variante de los objetivos SLR con cierre de recámara de Canon.

La Montura Canon R es un estándar de montura de objetivo para cámaras reflex de 35mm de Canon. Fue introducida en mayo de 1959, casi simultáneamente con la montura Nikon F introducida por Nikon. Es reemplazada por la montura Canon FL en 1964. Algunos teleobjetivos R se mantienen en producción hasta el final de los años sesenta.

## Diseño y función
La montura R es un sistema de acoplamiento de bloqueo, es decir, en el que la unión entre la cámara y el objetivo es asegurada por un anillo giratorio colocado sobre este último. Teóricamente este sistema asegura un menor desgaste de las superficies de contacto que la montura tipo bayoneta ya que nunca hay fricción entre ellos, pero en las siguientes décadas los avances en los materiales utilizados hicieron esta precaución innecesaria, tanto es así que incluso la misma Canon adoptará un sistema de bayoneta en su montura EF, todavía en uso. El anillo exterior de la montura R debe girar alrededor de 1/4 de vuelta hacia la derecha. El registro de 42 mm, más bien corto para una SLR, facilita diseño de los objetivos gran angular, que se benefician de mucho menor distancia entre el elemento óptico y el plano de la película. El diámetro interior de 48 mm, es mayor que el de la montura M42 y de la montura Nikon F (44 mm), lo que ayuda a reducir el viñeteado en los objetivos más luminosos.

### Cámaras
Canon ha producido monturas R para las siguientes cámaras:
- 1959: Canonflex
- 1960: Canonflex RP
- 1960: Canonflex R 2000
- 1962: Canonflex RM

Sin cámara tiene el "medidor de luz incorporada, excepto la RM en la que la pareja todavía está presente solo el anillo del tiempo, mientras que el valor de la apertura se debe configurar manualmente.

### Compatibilidad
Los objetivos para la montura R también pueden ser utilizados en monturas posteriores FL y FD, pero en este caso la dosificación deben llevarse a cabo en el tope inferior.

## Canomatic

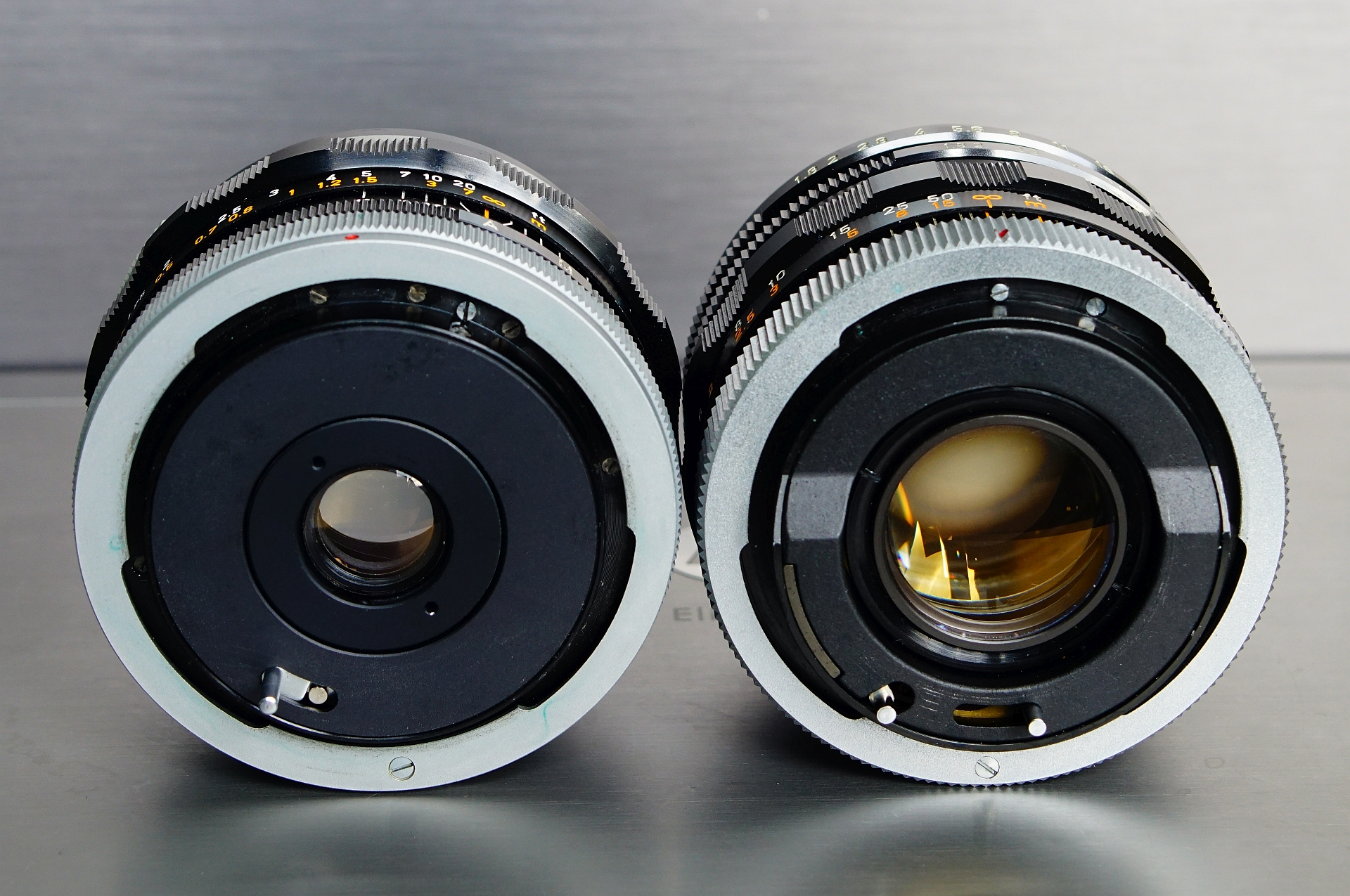
Comparación de las dos primeras variantes de lentes manuales con cierre de recámara de Canon para sus cámaras SLR; la montura Canon R y la montura Canon F.

### Canomatic
Los objetivos R para los modelos Canomatic poseen un pasador de arrastre que se presiona durante el disparo mediante una palanca colocada en el cuerpo de la cámara, a fin de cerrar el diafragma al valor preestablecido. El mecanismo de este objetivo debe ser recargado manualmente cada vez.

### Super-Canomatic
Los objetivos para los modelos Super-Canomatic poseen dos elementos de transmisión mecánica: al pasador presente en los modelos Canomatic se añade una palanca que permite armar automáticamente el mecanismo durante el transporte de la película y hacer que funcione la abertura de diafragma  pertura Total de manera automática. La palanca adicional también puede ser operada manualmente, para montar el objetivo también en una máquina en la que ya se ha hecho el transporte de la película.

### Compatibilidad
Las Cámaras Canomatic funciona de forma compatible con la Canonflex. La próxima FL montura adoptará un sistema para controlar el diafragma, pero todavía se pueden utilizar los objetivos Canomatic incluso en cámaras con este último tipo de montura. Esto también es válido para la super Canomatic, donde la palanca de accionamiento del diafragma funciona en la dirección opuesta con respecto a la palanca de accionamiento en el cuerpo de la cámara. Todos los objetivos Canomatic poseen dos aros de diafragma: en las cámaras con montura FL es posible preseleccionar el difragma con uno y realizar el disparo con el otro.

## Objetivos R

### Características
Con la aparición de la primera Canonflex en mayo de 1959 la oferta se limitó a los dos objetivos de longitud focal de 50 mm y 135 mm, la gama de teleobjetivos se desarrolló gradualmente, mientras que en relación con el gran angular de 35 mm solo apareció hasta agosto de 1960. A pesar de que el competidor Nikon tiene tiempo para un catálogo de más de gran angular, Canon tiene, con el siguiente montura FL, el objetivo con el mayor ángulo de visión de los dos sistemas.

### Objetivos especiales
Canon fabricó su primer objetivo zum con la montura R: R 55-135 mm f/3.5.

### Lista de objetivos
- R 35 mm f / 2,5
- R 50 mm f / 1.8 (tres versiones)
- R 58 mm f / 1.2
- R 85 mm f / 1,8
- R 85 mm f / 1,9
- R 100 mm f / 2 (dos versiones)
- R 135 mm f / 2,5
- R 135 mm f / 3.5 (dos versiones)
- R 200 mm f / 3.5
- R 300 mm f / 4
- R 400 mm f / 4.5
- R 600 mm f / 5.6
- R 800 mm f / 8
- R 1000 mm, f / 11
- R 55-135 mm f / 3.5